# Springfontein
Springfontein Es un pequeño municipio agrícola ubicado en la Provincia del Estado Libre en Sudáfrica.

## Economía e infraestructuras ferroviarias
La ganadería (ganado ovino y vacuno) y el cultivo de maíz es frecuente tanto en el municipio como en todo el distrito de Xharlep. Springfontein posee un importante cruce ferroviario ya que en él se encuentra el tramo principal de la línea ferroviaria a Johannesburgo, siendo el lugar donde la línea de Bloemfontein converge con las líneas principales hacia East London y Port Elizabeth además de otra línea ferroviaria hacia el oeste, la cual dirige hacia otras ciudades de la Provincia del Estado Libre como Jagersfontein y Fauresmith.

## Historia

### Fundación
La ciudad se fundó en 1904 en la granja Hartleydale, la cual formaba parte de la granja Springfontein. El nombre Springfontein, que en afrikáans significa 'fuente saltarina', proviene de la existencia de un manantial que se encontraría supuestamente en las cercanías de esta granja. En 1904 se estableció una junta de administrativa en la aldea y esta obtuvo finalmente el estatus municipal en 1912.

### Guerras Bóer
Durante la segunda guerra bóer,  había un campo de concentración británico en el distrito. Este campo fue abierto en febrero de 1901, en un principio con un total de 411 prisioneros encerrados allí allí. La mayoría de prisioneros que llegaban al campamento eran bywoners (Bóeres dedicados las actividades agrícolas, especialmente jornaleros). Muchos de los recién llegados disponían de poca ropa forzándoles a improvisar con los escasos recursos de los que disponían. 
Hacia el fin de marzo de ese mismo año el campo de concentración de Springfontein contaba con centenares de nuevos prisioneros, incluyendo un gran número de personas de raza negra, muchos de ellos provenientes del distrito de Thaba'Nchu. Estos prisioneros fueron trasladados a un campamento separado. Según los informes de la época la mortalidad de las personas de raza negra fue extremadamente alta.
Durante este tiempo, Springfontein luchó para asegurar un suministro firme de agua para mantener al ejército británico el cual acabó apropiándose de las presas destinadas para al campo de concentración.

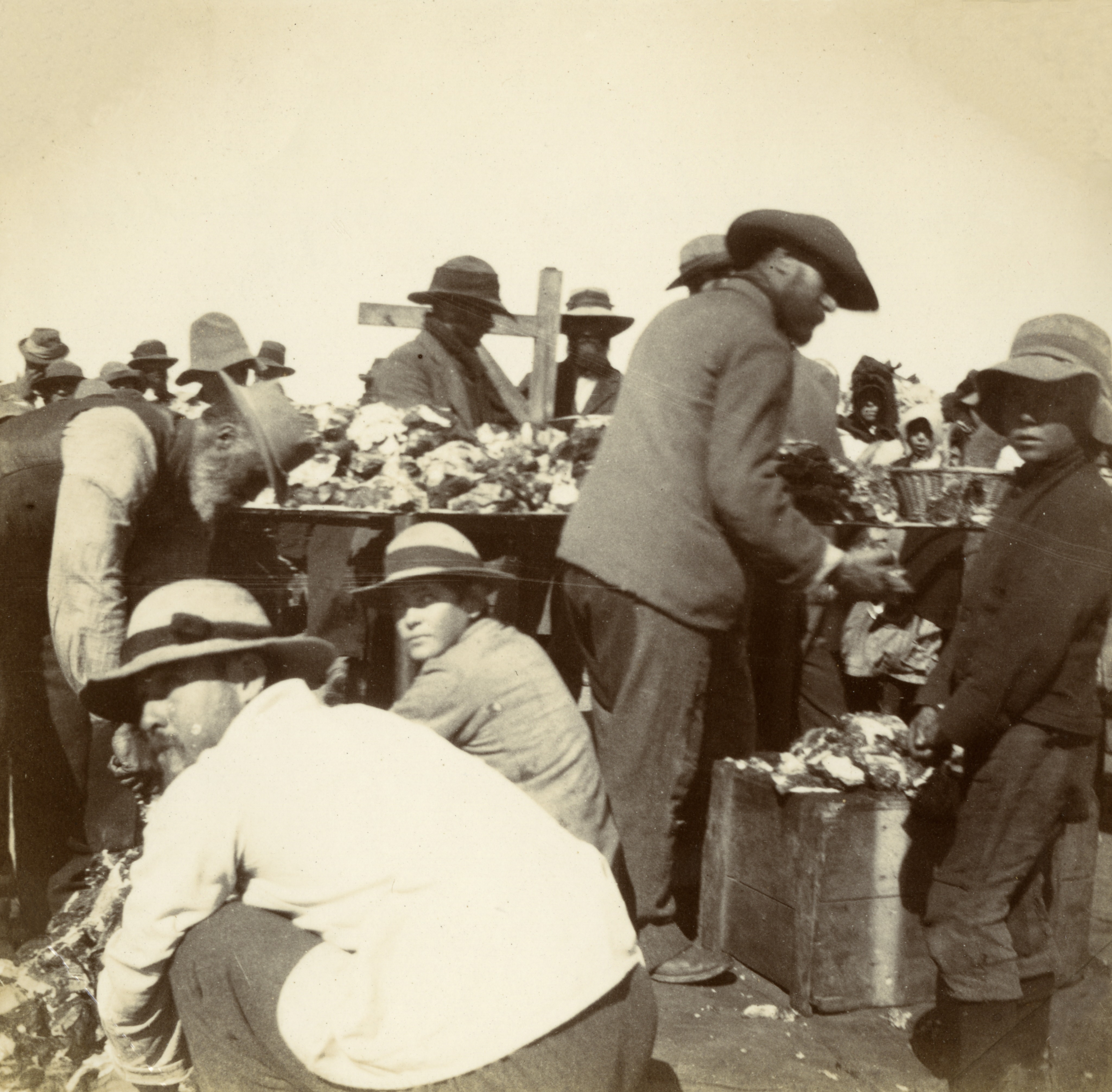
Bóeres en el campo de concentración de Springfontein.

El campamento fue inicialmente construido para albergar sólo 500 personas, pero hacia 1901 la presión de la guerra trajo casi 2000 personas más. Esto ocasionó una escasez de tiendas para los nuevos prisioneros. Como resultado, se fundó el campo de concentración de Bethulie para ayudar a aliviar la presión experimentada por el Campo de concentración de Springfontein. 568 personas de todas las  edades constan en el Registro mortuorio del Campo de concentración habiendo muerto allí entre el cuatro de abril y el finales de 1901. Durante la guerra el campamento fue visitado por Emily Hobhouse como motivo de sus investigaciones sobre las condiciones de vida en estos campos.

### El Hospital galés en Springfontein
Durante la guerra un número de iniciativas privadas fueron instauradas para proporcionar infraestructura médica, el más importante de ellos llevado a cabo por un fondo adquirido a través de aportaciones económicas de ciudadanos galeses. El Hospital galés estuvo fundado por el Profesor Alfred W. Hughes, de Corris.
La apertura del hospital iba a ser en un principio en la ciudad de Bloemfontein, pero el área se encontraba en un brote de fiebre tifoidea, la cual estaba matando los soldados británicos establecidos allí. El hospital fue por tanto movido a Springfontein, un punto estratégicamente importante en el ferrocarril de la Provincia del Estado Libre.
El hospital fue abierto en mayo de 1900, y justo al mes siguiente el personal sanitario clave empezó a enfermar de disentería. Esto supuso un gran problema ya que al mismo tiempo tenían que lidiar con el brote de fiebre tifoidea en las filas de los soldados heridos a los que estaban tratando. Para julio de aquel año, el hospital galés en Springfontein estuvo considerado como el hospital mejor administrado durante toda la guerra, y se ordenó mover el hospital para reubicar su base a Pretoria. Se estima que el número total de casos tratados en el Hospital galés fueron un total de 1107. El fundador del hospital, Hughes, murió de fiebre tifoidea, la cual contrajo mientras estaba trabajando en el hospital.